# Burni Tawar
Burni Tawar är ett berg i Indonesien.   Det ligger i provinsen Aceh, i den västra delen av landet, 1 600 km nordväst om huvudstaden Jakarta. Toppen på Burni Tawar är 427 meter över havet.
Terrängen runt Burni Tawar är varierad.Runt Burni Tawar är det mycket glesbefolkat, med 2 invånare per kvadratkilometer. I omgivningarna runt Burni Tawar växer i huvudsak städsegrön lövskog.